# Деалу Маре (Клуж)
Деалу Маре (рум. Dealu Mare) насеље је у Румунији у округу Клуж у општини Ришка. Oпштина се налази на надморској висини од 1007 m.

## Становништво
Према подацима из 2002. године у насељу је живело 373 становника, од којих су сви румунске националности.